# Краљевски маузолеј Мауна Ала
Мауна Ала (хав. Mauna ʻAla) (Мирисна брда), краљевски је маузолеј на Хавајима (који се назива и државни споменик краљевског маузолеја) и последње почивалиште две истакнуте краљевске породице на Хавајима: Династија Камехамеха и Династија Калакауа.

## Позадина
Почетком 19. века, подручје у близини древног гробља било је познато као Похукаина. Верује се да је то име поглавице (понекад се пише Пахукаина) који је према легенди за своје почивалиште одабрао пећину у Канехоаланију у долини Колау. Земља је припадала Кекаулуохи, који је касније владао као Кухина Нуи, као део свог првородства.
После 1825. године изграђена је прва краљевска гробница и положен посмртни ковчег краља Камехамеха II и његове краљице Камамалу у западном стилу у близини данашње палате Иолани. Сахрањени су 23. августа 1825. На ту идеју снажно су утицале гробнице у Вестминстерској опатији током путовања Камехамеха II у Лондон. Маузолеј је била мала кућа од коралних блокова са сламнатим кровом. Није имао прозоре, а дужност двојице поглавица била је да даноноћно чувају гвоздена врата коа. Нико није смио ући у трезор, осим за време сахрана или дана сјећања, као и хавајског празника 30. децембра. Временом је мали свод постао пренатрпан, па су друге поглавице и следбеници сахрањени у близини у необележеним гробовима. 1865. године изабраних 20 ковчега сахрањено је у краљевски маузолеј зван Мауна ʻАла у долини Нуану. Али многе поглавице остале су у окружењу, укључујући: Кеавеʻикекахиалиʻиокамоку, Каланиопуу, поглавицу Капиолани и Тимотхи Халилио.

## Конструкција
Маузолеј од 2,7 хектара (11.000 м2) пројектовао је архитекта Теодор Хок. Краљ Камехамеха IV и краљица Ема планирали су га као гробље за своје породице. Међутим, први који је покопан био је њихов четворогодишњи син, принц Алберт, који је умро 27. августа 1862. Камехамеха IV се убрзо разболео и умро 30. новембра 1863. године, само 15 месеци након смрти сина. Његов брат Лот Капуаива дошао је на престо као краљ Камехамеха V.
Камехамеха В је одмах започео изградњу зграде маузолеја. Први англикански бискуп Хонолулуа велечасни Томас Нетлесип Сталеи (1823–1898), надгледао је изградњу. Западно крило (Ева) завршено је крајем јануара 1864. Велика погребна поворка 3. фебруара 1864. донела је тело Камехамеха IV из палате Иолани у близини цркве Каваиахао. Његов ковчег био је постављен на постоље у новом крилу. Касније увече, носиоци су донели ковчег Ка Хаку о Хаваји (како је био познат принц Алберт) и положили га да почива поред свог оца. Краљица Ема била је толико обузета тугом да се утаборила на терену Мауна Ала и спавала у маузолеју.
Маузолеј је завршен 1865. године, у близини јавног гробља Оаху из 1844. године. Маузолеј је изгледао погодно место за сахрањивање других прошлих монарха Краљевине Хаваја и њихових породица. Посмртни остаци пребачени су свечаном церемонијом која је водила из гробног свода званог Похукаина у палати Иолани у долину Нуану 30. октобра, 1865.
Роберт Црицхтон Виллие, министар спољних послова, овде је сахрањен у октобру 1865. Временом ће остаци готово свих хавајских монарха, њихових супруга и разних принчева и принцеза почивати у Краљевском маузолеју. Камехамеха I и Вилијам Чарлс Луналило су једина два краља која нису сахрањена у краљевском маузолеју. Вилијам Чарлс Луналило, најкраће владајући хавајски монарх, (само годину и 25 дана), сахрањен је Маузолеју Луналило у цркви Каваиахао. Принцеза Нахиенаена и краљица Кеопуолани сахрањене су на острву Мауи у цркви Ваиола.
Остаци Камехамеха I сакривени су у традиционалној пракси да би се сачувала мана (снага) Али'ија током времена хавајске религије. Генерацијама потомци Хо'олулуа, изабрани су и постављени за чуваре да сахране посмртне остатке Камехамеха I.
Мауна Ала уклоњена је са јавних површина Сједињених Држава заједничком резолуцијом Конгреса 1900. године, две године након што је председник Вилијам Макинли анектирао хавајске територије 1898. године.
Маузолеј је једно од ретких места на Хавајима где хавајска застава може званично да се вијори сама без америчке заставе. Остале три локације су Палата Иолани, Пу'ухонуа о Хонаунау Хеиау и Томасов трг.
Дана 24. јула 1910. ковчези породице Калакауа пресељени су у подземни свод ископан од стена. Године 1922. главна зграда је претворена у капелу, а краљевски остаци су премештени у гробнице саграђене на терену. Капела је додата у Национални регистар историјских места 7. августа 1972.